# Надчиці (річка)
Надчиці, Залужна — річка у Млинівському районі Рівненської області, ліва притока Зборів (басейн Дніпра).

## Опис
Довжина річки приблизно 6 км. Висота витоку річки над рівнем моря — 215 м, висота гирла — 203 м, падіння річки — 12 м, похил річки — 2,0 м/км. Формується з 1 безіменних струмка та 2 ставків.

## Розташування
Бере початок у селі Надчиці. Тече на північний захід через село Ярославичі і біля села Велика Городниця впадає в річку Зборів, праву притоку Стиру.

## Цікавий факт
У книзі Олександра Цинкаловського «Стара Волинь і Волинське Полісся» про цей населений пункт зазначено: 
|                                                                  | \| Надчиці, с., Дубенський пов., Ярославицька вол., над р. Залужна.[3] \| |
| Надчиці, с., Дубенський пов., Ярославицька вол., над р. Залужна. |                                                                           |